# Parigné-sur-Braye
Parigné-sur-Braye ist eine französische Gemeinde mit 841 Einwohnern (Stand: 1. Januar 2022) im Département Mayenne in der Region Pays de la Loire; sie gehört zum Arrondissement Mayenne und zum Kanton Mayenne. Die Einwohner werden Parignéens genannt.

## Geographie
Parigné-sur-Braye liegt etwa 26 Kilometer nordnordöstlich des Stadtzentrums von Laval. Umgeben wird Parigné-sur-Braye von den Nachbargemeinden Oisseau im Nordwesten und Norden, La Haie-Traversaine im Nordosten, Mayenne im Osten und Südosten, Saint-Baudelle im Süden sowie Saint-Georges-Buttavent im Südwesten und Westen.

## Bevölkerungsentwicklung
| Jahr                       | 1962 | 1968 | 1975 | 1982 | 1990 | 1999 | 2006 | 2019 |
| Einwohner                  | 277  | 293  | 313  | 482  | 554  | 624  | 719  | 840  |
| Quellen: Cassini und INSEE |      |      |      |      |      |      |      |      |

## Sehenswürdigkeiten
- Kirche Saint-Cénéry aus dem 11. Jahrhundert

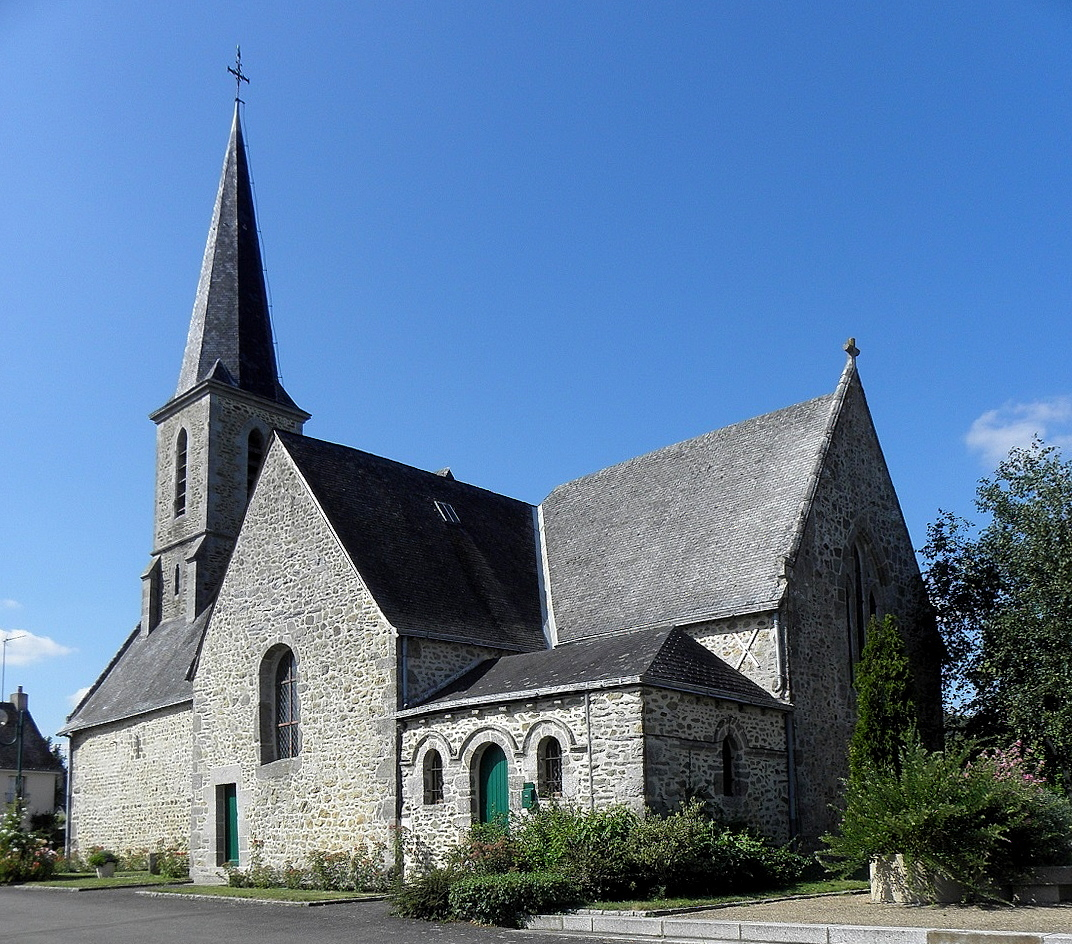
Kirche Saint-Cénéry